# Climate Action Tracker
Le Climate Action Tracker (CAT) est un groupe de recherche, ayant pour objectif de suivre les actions des gouvernements pour parvenir à leur réduction des émissions de gaz à effet de serre au regard des accords internationaux,. Il suit l'action climatique dans 32 pays responsables de plus de 80 % des émissions mondiales.

## COP26
Vers la fin de la conférence de Glasgow de 2021 sur les changements climatiques, dite COP26, le Climate Action Tracker produit un rapport concluant que la « vague actuelle d'objectifs d'émissions ‑ zéro [ne sont] pas accompagnés d'actions sur le terrain » et que le monde se dirige probablement vers plus de 2,4 °C de réchauffement d'ici à la fin du siècle,,.